# Чокилтей
Чокилтей (рум. Ciocâltei) — село у повіті Вилча в Румунії. Входить до складу комуни Роєшть.
Село розташоване на відстані 169 км на захід від Бухареста, 29 км на південний захід від Римніку-Вилчі, 71 км на північ від Крайови, 143 км на південний захід від Брашова.

## Населення
За даними перепису населення 2002 року у селі проживали 378 осіб, усі — румуни. Усі жителі села рідною мовою назвали румунську.